# Primavera di Pechino
Tra il 1977 ed il 1978, quando una certa liberalizzazione del sistema era stata avviata all'indomani della morte di Mao Zedong, i cinesi furono autorizzati a criticare apertamente il regime, soprattutto attraverso i dazibao.
Il nome Primavera di Pechino è nata per analogia con la Primavera di Praga (1968).